# Lene B. Oddershede
Lene Broeng Oddershede. Dansk forsker, biofysiker og professor tilknyttet Niels Bohr Instituttet. Født i 1970 i Aarhus og uddannet Ph.d. i fysik fra Syddansk Universitet. Lene er anerkendt for sin forskning indenfor krydsfeltet mellem fysik, biologi og medicin samt for konstruktionen af den første optiske pincet i Skandinavien. Hendes fagområder omfatter bl.a. eksperimentel biologisk fysik, celle-biofysik og optisk manipulation. Lene Oddershede har modtaget adskillige priser og udmærkelser, herunder EliteForsk Prisen i 2015 og Videnskabernes Selskabs sølvmedalje i 2011. I 2015 modtog hun Eliteforsk-prisen, der årligt uddeles af Uddannelses- og Forskningsministeriet til fem danske forskere under 45 år i international særklasse.
Lene har gennem sin karriere arbejdet i grænsefladen mellem videnskabelige fagfelter. Hun er fortaler for, at læger og forskere deler viden og ekspertise på tværs af hinandens fagdiscipliner for at fremme forskningsmæssige fremskridt. Hun har opnået adskillige banebrydende resultater og er publiceret i flere end 100 videnskabelige artikler i anerkendte tidsskrifter.
Lene Oddershede blev ansat som Senior Vice President i Novo Nordisk Fonden og har siden 1. januar stået 2019 i spidsen for Novo Nordisk fondens uddelinger til naturvidenskabelig og teknisk forskning. Forud for stillingen i Novo Nordisk Fonden arbejdede hun som professor i fysik ved Niels Bohr Institutet i København. Hun er leder af det tværvidenskabelige Center for Stamcelledynamik (StemPhys), der er et af Grundforskningsfondens Centers of Excellence.

## Forskningsområder
Lene Oddershede har gjort sig bemærket via forskning indenfor krydsfeltet mellem fysik, biologi og medicin med fokus på de fysiske egenskaber og den fysiske kontrol af biologiske molekyler og celler. Hendes forskning har bidraget til udviklingen af bl.a. nanopartikler til brug i bekæmpelse af kræftceller.

## Optiske pincetter
Udviklingen af den optiske pincet blev udført af Arthur Ashkin og gav ham Nobelprisen i fysik i 2018.
Optiske pincetter er videnskabelige instrumenter, der anvender en fokuseret laserstråle til at fastholde og flytte mikroskopiske og sub-mikroskopiske objekter såsom atomer, nanopartikler og dråber på en måde, der ligner en pincet. En optisk pincet muliggør derved fastholdelse af nano-objekter på størrelse med et enkelt molekyle.
Optisk pincet anvendes i biologi og lægevidenskab (f.eks. til at gribe og fastholde enkelte bakterier eller celler), nanoteknik og nanokemi (forskning og bygning af materialer fra enkelte molekyler ), kvanteoptik og kvanteoptomekanik (forskning af vekselvirkningen mellem enkeltpartikler og lys).

### Første optiske pincet i Skandinavien
Lene B. Oddershede konstruerede den første optiske pincet i Skandinavien til brug i undersøgelse af mekaniske egenskaber i biologiske systemer. Optiske pincetter bruges bl.a. til studier af receptorer og nanopartikler i levende celler. Lene Oddershede havde ansvaret for at bygge den første optiske pincet i Danmark tilbage i 1999, hvilket også indebar etableringen af et klassificeret bio-laboratorium på Niels Bohr Instituttet. En optisk pincet bygger på det princip, at partikler i størrelsesordenen mikro- eller nano-meter, har et større brydningsindex end det omkringliggende medie, og derfor trækkes ind mod den mest intense del af en laserstråle. Dermed fastholdes de i strålen.

## Videnskabelig karriere

### Videnskabelige udmærkelser og priser
- 2015: EliteForsk-prisen[2][3][5]
- 2014: Medlem af Videnskabernes Selskab[12]
- 2011: Videnskabernes Selskabs Sølvmedalje[4][5]
- 2011: CeNS (Center for NanoScience) Publication Award
- 2003: Danish Optical Society Award for young investigators[1]
- 1994, 1995, and 2003: Danish Physical Society best poster award[13]

### Videnskabelige stillinger
- 2015-: Centerleder, StemPhys (Center for Stamcelledynamik)[1][5].
- 2015-: Professor, Niels Bohr Instituttet[1][5].
- 2003-: Gruppeleder, Optical Tweezers Group, Niels Bohr Instituttet[1][5].
- 2003-2014: Lektor, Niels Bohr Instituttet[1][5].
- 1998-2003: Adjunkt, Niels Bohr Instituttet.[13][5]

## Privat
Lene B. Oddershede er født i 1970 i Aarhus og opvokset i Munkebo på Fyn. Hun er gift med fysikeren Ulrich Joachim Quaade og de har sammen tre sønner.